# 74 f.Kr.

## Händelser

### Efter plats

#### Romerska republiken
- Romerska styrkor under Lucius Lucullus besegrar Mithridates VI av Pontos i Slaget vid Cyzicus.
- Quintus Opimius anklagas för att ha överstigit sina befogenheter och att ha blivit förledd av sin övertygelse.
- Cyrene blir en romersk provins.

## Avlidna
- Nikomedes IV, kung av Bithynien sedan 94 f.Kr. (född detta eller föregående år)